# Pochutla (Guerrero)
Pochutla es una localidad del estado mexicano de Guerrero. Es parte del municipio de Ahuacuotzingo.

## Toponimia
El nombre «Pochutla» proviene de los términos en náhuatl: pochotl, ceiba; tlan, lugar. Su significado es «Lugar de ceibas».

## Demografía
| Gráfica de evolución demográfica |
|                                  |

| Censo | Población |
| ----- | --------- |
| 1900  | 403       |
| 1910  | 444       |
| 1921  | 471       |
| 1930  | 490       |
| 1940  | 595       |
| 1950  | 773       |
| 1960  | 748       |
| 1970  | 878       |
| 1980  | 1 049     |
| 1990  | 1 205     |
| 2000  | 1 210     |
| 2010  | 1 201     |
| 2020  | 1 234     |